# Падащи небеса
„Падащи небеса“ (на английски: Falling Skies) е американски научнофантастичен сериал по идея на Робърт Родат и продуциран от Стивън Спилбърг. Дейтвието се развива 6 месеца след нашествие на извънземни.
Сериалът се излъчва по телевизия TNT в САЩ и е продукция на DreamWorks Television. На 18 юли 2014 г. е подновен за пети и последен сезон с 10 епизода, който започва на 28 юни 2015 г. и завършва на 30 август 2015 г.

## „Падащи небеса“ в България
В България сериалът започва на 21 ноември 2011 г. по БНТ 1, всеки понеделник, сряда и четвъртък от 21:00 с дублаж на български. Последният епизод за сезона е излъчен на 14 декември. На 15 октомври 2012 г. започва втори сезон, всеки понеделник, сряда и четвъртък от 21:10 и завършва на 8 ноември, като часът на последния епизод е от 21:00. Ролите се озвучават от артистите Таня Димитрова, Ася Братанова, Симеон Владов, Илиян Пенев, Васил Бинев и Николай Николов.
На 7 май 2013 г. започва повторно излъчване по Fox, всеки вторник от 21:50.